# São Lourenço do Turvo
São Lourenço do Turvo é um distrito do município brasileiro de Matão, no interior do estado de São Paulo.

## História

### Origem
Não se sabe ao certo qual foi a data da fundação do distrito de São Lourenço do Turvo. O documento mais antigo que se tem conhecimento comprovando a existência da povoação é a ata da sessão extraordinária da Câmara Municipal de Matão, datada de 06 de maio de 1899, onde é citada uma comissão de negociantes da Capela do Turvo, que se organizaram e foram a Matão reivindicar seus direitos.
Eles reivindicavam o direito de igualdade de isenção de impostos que era concedido aos comerciantes de Matão através de uma resolução da Câmara Municipal de Araraquara, em razão do então recém formado município ainda não ter instituído o seu código de posturas. Aqueles negociantes deveriam ter os mesmos direitos em razão daquele povoado ter evoluído para bairro do município de Matão.
Todavia tal pedido daquela comissão só foi analisado na quinta sessão ordinária da Câmara Municipal, datada de 15 de maio de 1899, onde a Câmara reconhece que aqueles negociantes já estavam estabelecidos no Bairro do Turvo antes da formação do município de Matão.

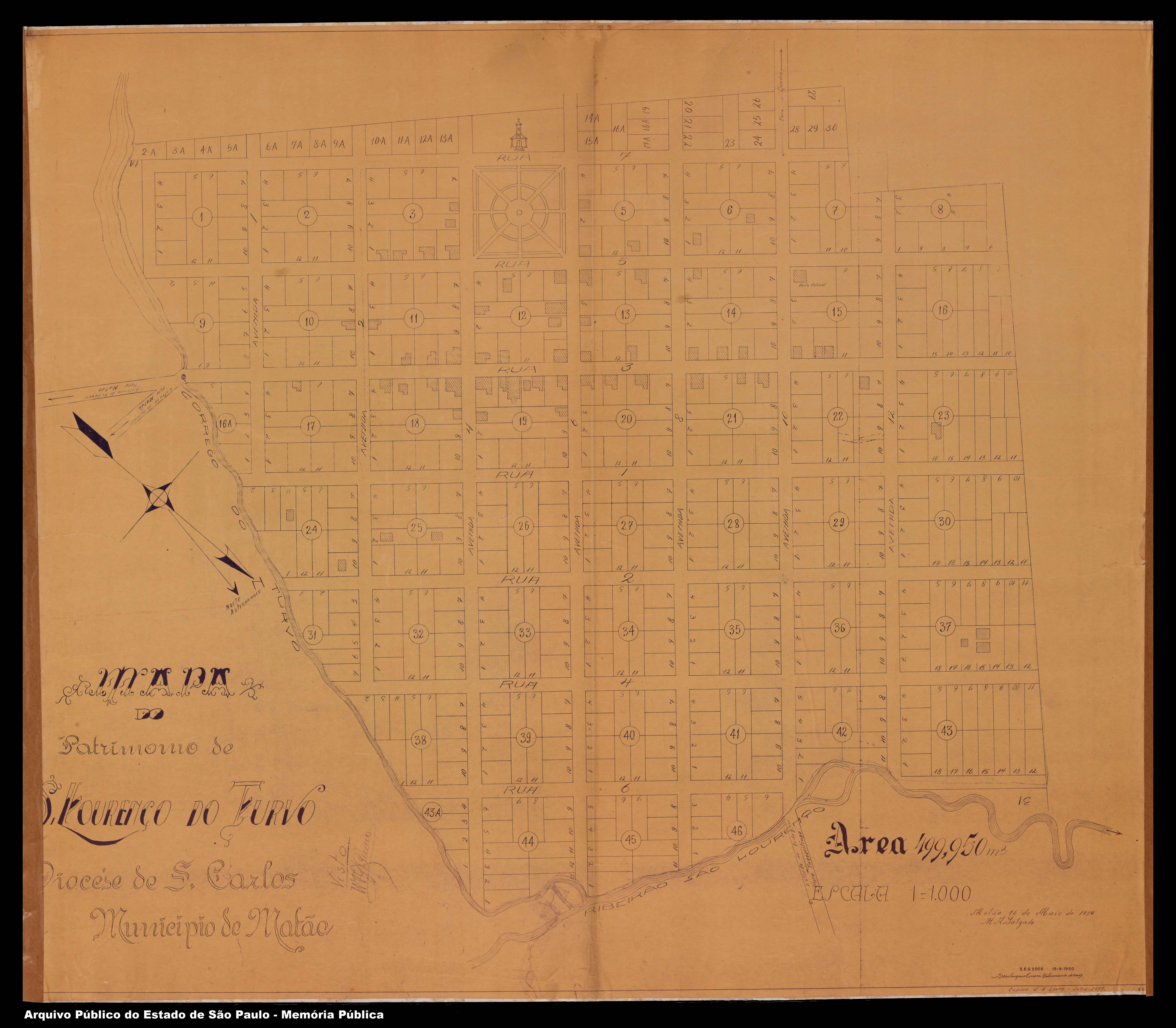
Planta da área urbana original.

### Contrato de aforamento
Antigamente todos os imóveis do distrito pertenciam a Igreja Católica, que por meio do contrato de aforamento, dava ao titular de domínio (ao morador) o direito de usufruir. Por sua vez, este pagava um percentual de aforamento anual em dinheiro à instituição mantenedora.
Em 1998 teve início o processo de regularização fundiária urbana, para atualizar e regularizar as escrituras dos imóveis.

### Formação administrativa
- Distrito policial de São Lourenço do Turvo criado em 23/11/1911[5].
- Distrito criado pela Lei nº 1.299 de 27/12/1911, com sede no povoado de mesmo nome, município de Matão[6][7].

## Geografia

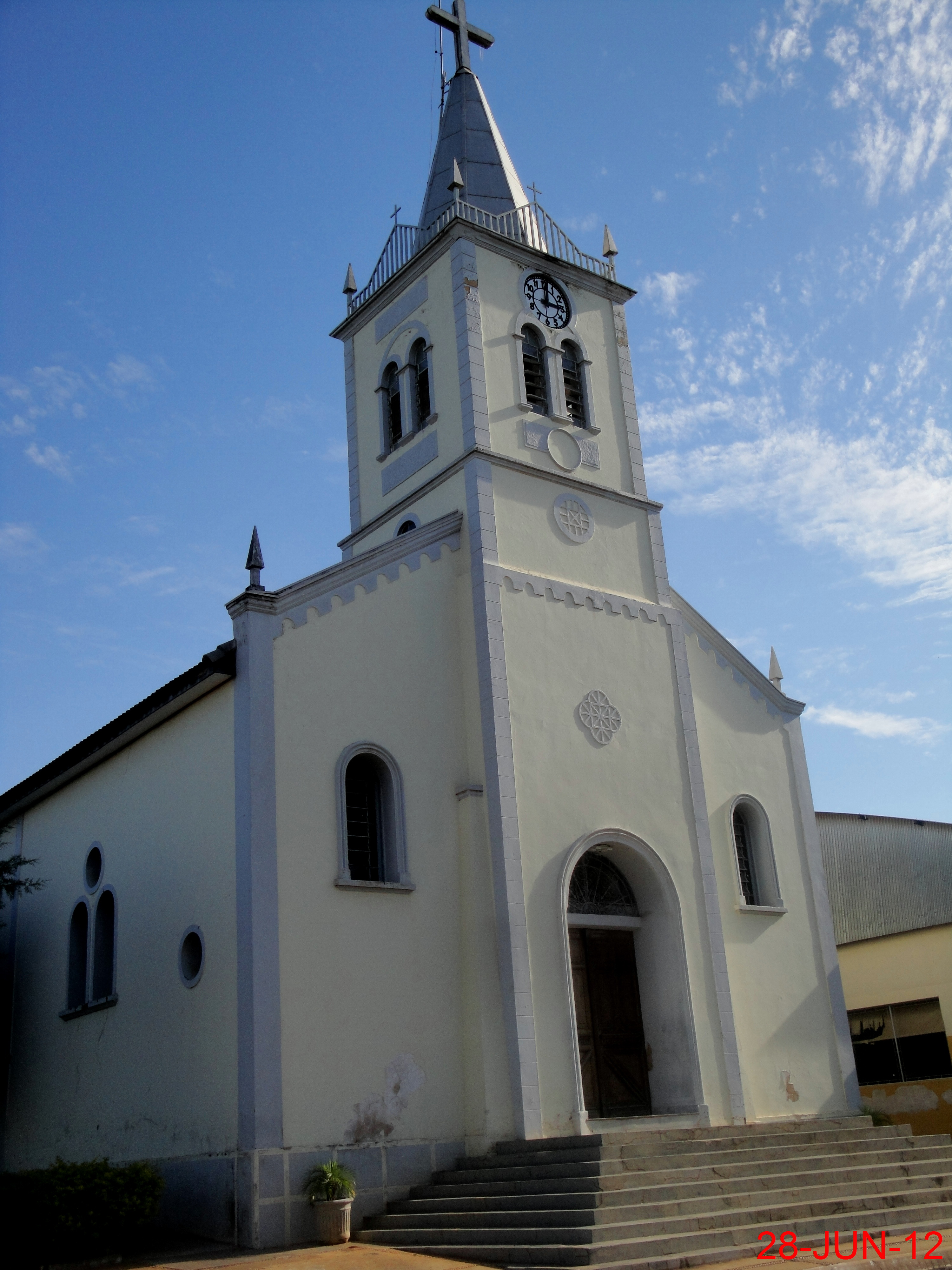
Igreja.

### Demografia

#### População urbana
| Crescimento população urbana | Crescimento população urbana | Crescimento população urbana | Crescimento população urbana |
| Censo                        | Pop.                         |                              | %±                           |
| ---------------------------- | ---------------------------- | ---------------------------- | ---------------------------- |
| 1934                         | 360                          |                              |                              |
| 1940                         | 234                          |                              | −35,0%                       |
| 1950                         | 291                          |                              | 24,4%                        |
| 1960                         | 308                          |                              | 5,8%                         |
| 1970                         | 296                          |                              | −3,9%                        |
| 1980                         | 557                          |                              | 88,2%                        |
| 1991                         | 853                          |                              | 53,1%                        |
| 2000                         | 1 169                        |                              | 37,0%                        |
| 2010                         | 1 363                        |                              | 16,6%                        |
| Fonte: IBGE e Fundação SEADE |                              |                              |                              |

#### População total
Pelo Censo 2010 (IBGE) a população total do distrito era de 1 964 habitantes.

### Área territorial
A área territorial do distrito é de 146,203 km².

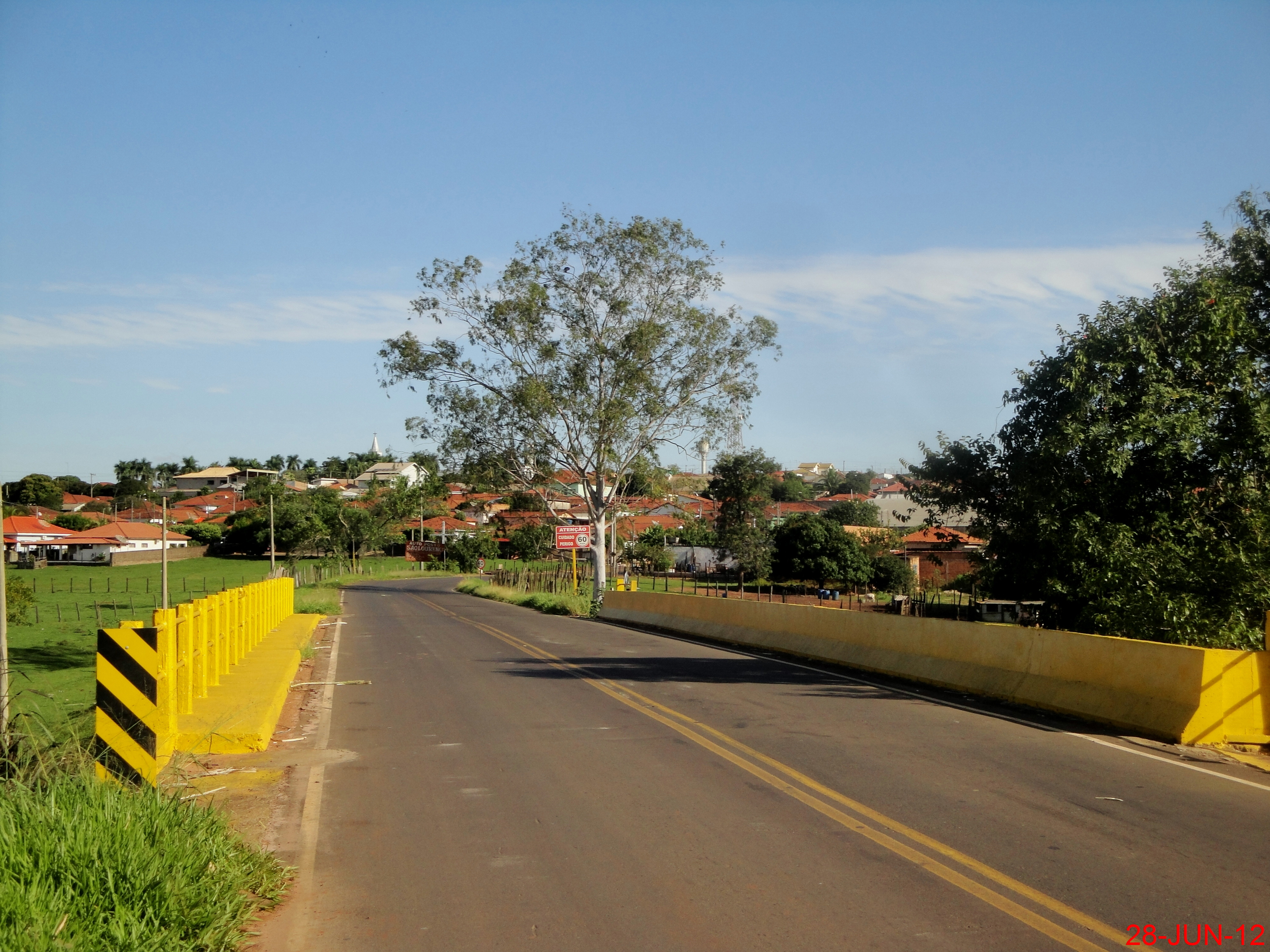
Ponte do Rio São Lourenço na entrada do distrito.

### Rodovias
O distrito possui acesso à Rodovia Washington Luís (SP-310) através de estrada vicinal.

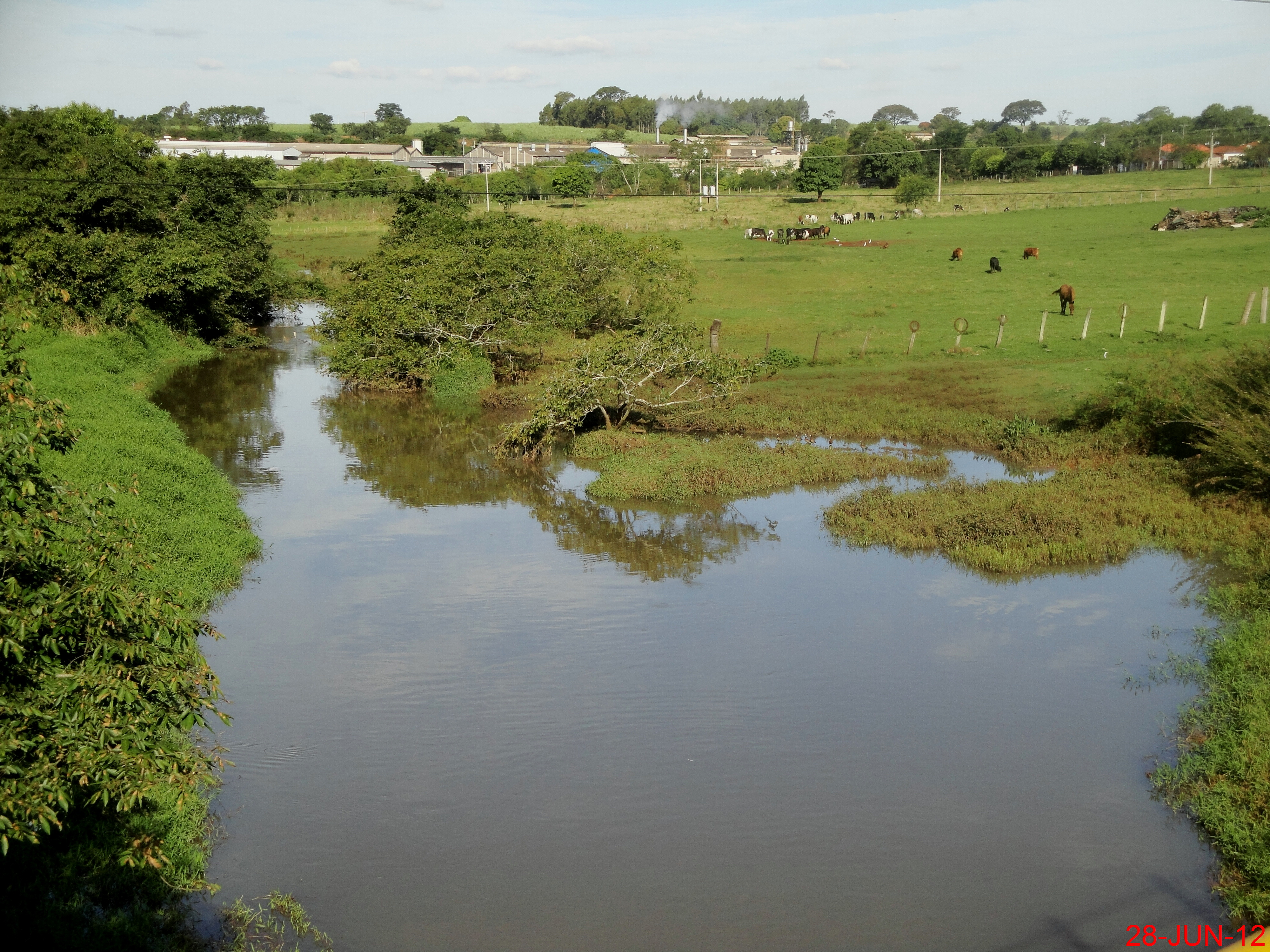
Rio São Lourenço.

### Hidrografia
- Rio São Lourenço.

## Serviços públicos

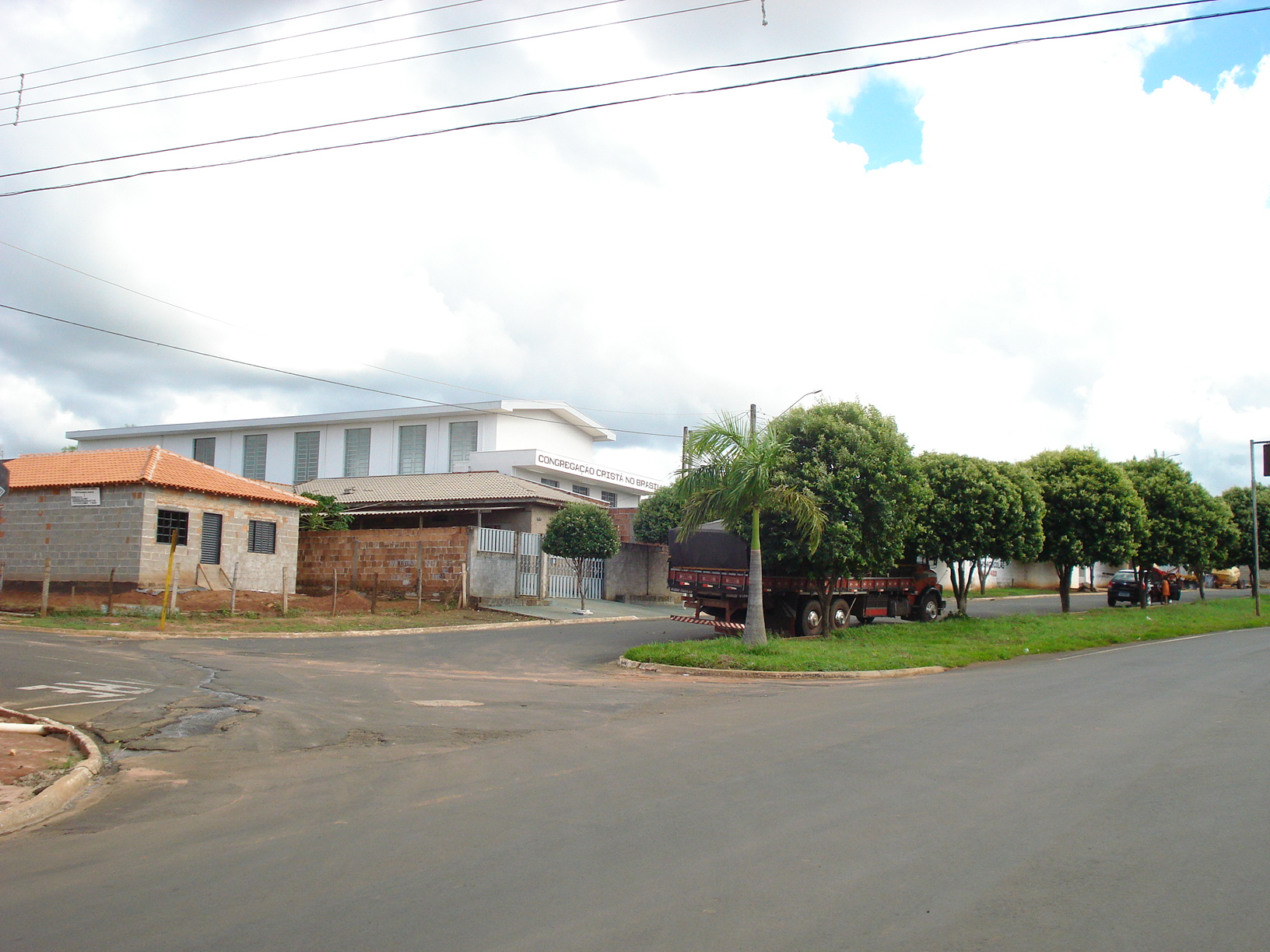
Aspecto local.

### Administração
- Subprefeitura de São Lourenço do Turvo.

### Registro civil
Atualmente é feito no próprio distrito, pois o Cartório de Registro Civil das Pessoas Naturais ainda continua ativo.

### Educação
- E.E. "Profª Helena Borsetti".

### Saúde
- Unidade Básica de Saúde (UBS) de São Lourenço do Turvo[13].

### Saneamento
O serviço de abastecimento de água é feito pela Águas de Matão.

### Energia
A responsável pelo abastecimento de energia elétrica é a CPFL Paulista, distribuidora do Grupo CPFL Energia.

### Telecomunicações
O distrito era atendido pela Telecomunicações de São Paulo (TELESP), que inaugurou a central telefônica utilizada até os dias atuais. Em 1998 esta empresa foi vendida para a Telefônica, que em 2012 adotou a marca Vivo para suas operações.

## Atividades econômicas

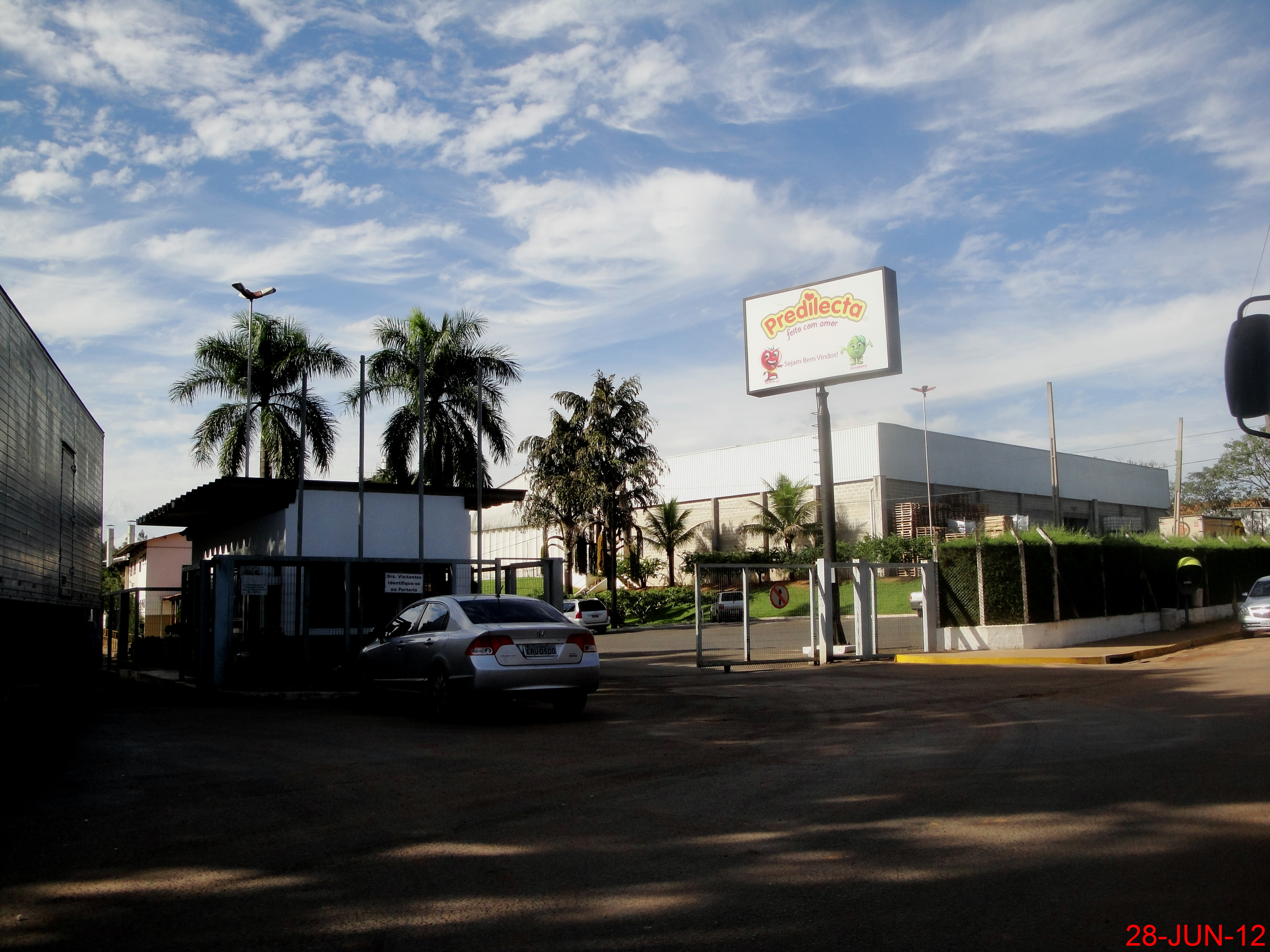
Predilecta Alimentos.

### Indústrias
No distrito está instalada a Predilecta Alimentos, uma das principais indústrias de alimentos do Brasil, líder no segmento de doces (goiabadas) e vice no segmento de atomatados em stand-up.
A empresa nasceu no centro da maior região produtora de goiaba do Brasil, iniciando suas atividades em 1990. Com um parque industrial de aproximadamente 300 mil m², sendo 28 mil m² de área construída, a empresa gera mais de 1,3 mil empregos diretos e 5 mil indiretos.

## Religião

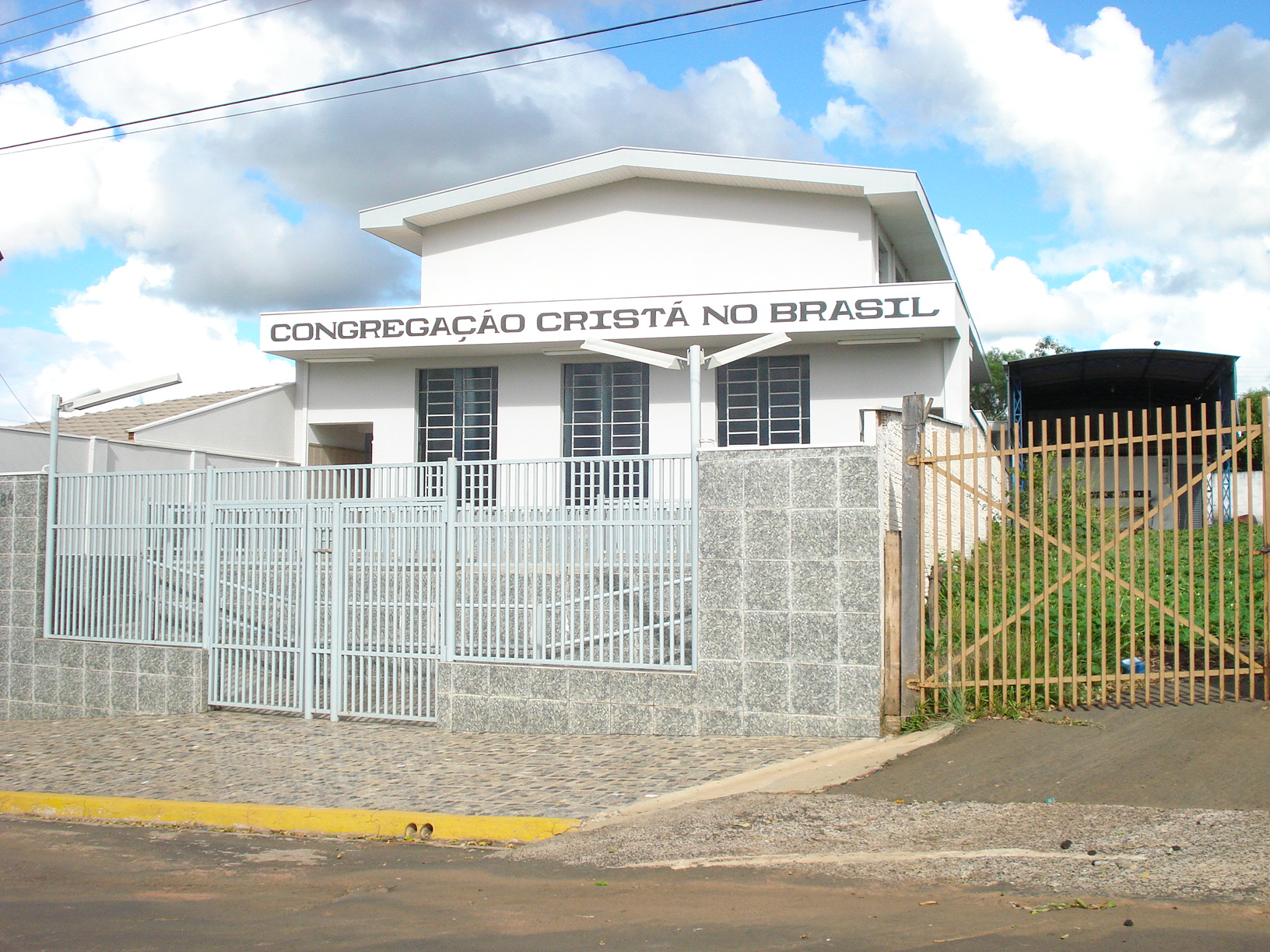
Congregação Cristã no Brasil.

O Cristianismo se faz presente no distrito da seguinte forma:

### Igreja Católica
- Paróquia São Lourenço do Turvo - faz parte da Diocese de São Carlos[20].

### Igrejas Evangélicas
- Congregação Cristã no Brasil[21].